# Briliáns válás
A Briliáns válás (eredeti cím: Brillantissime) 2018-ban bemutatott francia filmvígjáték Michèle Laroque rendezésében, amely Geraldine Aron Briliáns barátnőm című sorozat alapján készült. 
A film Franciaországban 2018. január 17-én jelent meg.

## Rövid történet
Miután karácsony este szakítottak vele, Angelának újra kell építenie az életét lázadó tinédzserével, zsarnoki anyjával, hisztérikus legjobb barátnőjével és egy furcsa pszichológussal körülvéve.

## Szereplők
- Michèle Laroque: Angela
- Kad Merad: Doktor Steinman
- Françoise Fabian: Claire
- Gérard Darmon: Georges
- Rossy de Palma: Charline
- Pascal Elbé: Max
- Oriane Deschamps: Léa
- Marthe Villalonga: Bridge játékos #1
- Michèle Moretti: Bridge játékos #2
- Doïna Laroque: Bridge játékos #3
- Pierre Palmade
- Nadège Beausson-Diagne
- Michaël Youn: Ben
- Jean Benguigui: A hentes
- Moussa Maaskri: Az eladó
- Philippe Lacheau
- Élodie Fontan
- Tarek Boudali
- Julien Arruti
- Charlie Dupont
- Julia Vignali
- Emy: XXELLE, a kutya

## A film készítése
A film a touscoprod.com-on tett adományoknak köszönhetően készült. A film forgatása 2017 március 20-án kezdődött és ezen év májusában ért véget Nizzában.
Michèle Laroque a La Bande à Fifi humortársulat színészeit, Philippe Lacheau-t, Tarek Boudalit, Élodie Fontant és Julien Arrutit hívta meg néhány jelenet erejéig.
Michaël Youn játssza a bolond Ben szerepét. Angela szerepét Michèle Laroque játssza. Kad Merad az első, aki csatlakozott a szereposztáshoz; ő játssza Dr. Steinman szerepét.
Oriane Deschamps, Michèle Laroque lánya, Léa lányát alakítja a filmben. Ugyanígy Emy, Michèle Laroque kutyája, aki Angela kutyáját, Xxelle-t alakítja.

## Bemutató
A filmet Franciaországban 2018. január 17-én mutatták be 375 moziban.